# Rise of Prussia
Rise of Prussia – komputerowa gra strategiczna stworzona przez AGEOD i wydana przez Paradox Interactive. Tytuł po raz pierwszy został ogłoszony 24 kwietnia 2009 i wydany 9 marca 2010. Akcja gry toczy się podczas wojny siedmioletniej (1756–1763).